# Premià de Dalt

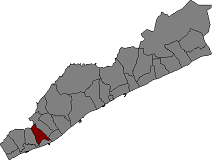
Położenie gminy na mapie comarki Maresme.

Premià de Dalt – gmina w Hiszpanii,  w Katalonii, w prowincji Barcelona, w comarce Maresme.
Powierzchnia gminy wynosi 6,56 km². Zgodnie z danymi INE, w 2004 roku liczba ludności wynosiła 9703, a gęstość zaludnienia 1 479,12 osoby/km². Wysokość bezwzględna gminy równa jest 142 metry.

## Miejscowości
W skład gminy Premià de Dalt wchodzi 11 miejscowości:
- Barri del Remei-Castell – liczba ludności: 1619
- Nucli Antic – 2646
- Santa Anna-Tió – 2616
- Buvisà – 4
- La Cisa – 235
- Disseminats Mar – 63
- Disseminats Muntanya – 5
- Feliu Vila – 0
- La Floresta – 1869
- Puig de Pedra-Sot del Pí – 618
- Disseminats Mar Ponent – 28